# L'amore e altri luoghi impossibili (film)
L'amore e altri luoghi impossibili (The Other Woman) è un film del 2009, diretto da Don Roos.
Il film è tratto dal romanzo L'amore e altri luoghi impossibili del 2006, di grande successo, già portato in teatro dallo stesso regista Don Roos.

## Trama
Emilia è un giovane avvocato di New York, che in breve tempo ha visto la sua vita stravolta: figlia di un famoso giudice, entra a far parte di un importante studio associato, innamorandosi subito di uno dei titolari. Il suo sentimento è ricambiato, e quando rimane incinta la relazione viene ufficializzata determinando la separazione del suo compagno dalla moglie e l'affidamento congiunto del figlio di questi. Dà alla luce una bimba che però dopo pochi giorni muore per SIDS.
La giovane donna non si dà pace e vive questa perdita come una punizione. Il figliastro William, aizzato dalla mamma, non fa che punzecchiarla, rendendo difficile il loro rapporto. Ciononostante, per amore di Jack, Emilia si avvicina sempre di più al ragazzino, finendo per creare un bel rapporto. Quando, spinta da un'amica, decide di prendere parte ad una commemorazione collettiva di bambini defunti a Central Park, Emilia scopre che a seguirla ci sono diversi amici e parenti, compreso quel padre che lei ha cancellato dalla sua vita da quando ha scoperto i continui tradimenti verso la madre. Emilia lo aggredisce verbalmente di fronte a tutti, rimproverandogli i suoi tradimenti.
Sprofondata nella sua crisi e sempre più incompresa, Emilia trova il coraggio di raccontare a Jack particolari mai confessati riguardo alla morte di Isabel. Quella mattina Emilia non la trovò morta nella culla, come riferito, ma sul suo seno, dove molto probabilmente rimase soffocata dopo che lei si era colpevolmente addormentata. L'atroce dubbio di avere ucciso la figlia è la vera causa della sua inquietudine.
L'ex moglie di Jack, pediatra, informata della cosa, consulta una collega e poi convoca Emilia per comunicarle che dai dati dell'autopsia è assolutamente da escludersi che la morte della bambina possa essere stata causata da soffocamento.
Toltasi questo peso, Emilia ritrova entusiasmo ma Jack, ormai logorato da mesi vissuti sull'orlo di una crisi di nervi, ritiene che il loro rapporto non sia più recuperabile. Così la donna si trasferisce e, dato un taglio al passato, ritrova un po' di serenità tanto da ricomporre persino il rapporto col padre.

## Produzione
Le riprese sono iniziate nel novembre del 2008 ed il film è interamente girato a Manhattan. In un primo tempo il ruolo di protagonista era stato affidato a Jennifer Lopez, poi rimpiazzata dalla Portman che figura anche come produttore esecutivo.

## Distribuzione
Il film è stato presentato il 16 settembre 2009 al Toronto International Film Festival.
In Italia non è stato distribuito nelle sale cinematografiche, ma è stato trasmesso in televisione il 30 luglio 2010. Successivamente è stato distribuito per il mercato home video con il titolo The Other Woman - L'amore e altri luoghi impossibili.